# Kościół św. Barbary w Świętem
Kościół świętej Barbary w Świętem – rzymskokatolicki kościół parafialny należący do parafii pod tym samym wezwaniem (dekanat Łasin diecezji toruńskiej).
Jest to świątynia wzniesiona w 1723 roku. Ufundowana została przez Wacława Kozłowskiego. Remontowana była w 1918 roku i w latach 1962–66. W latach 90. XX wieku została gruntownie odnowiona (wymieniono gonty).
Budowla jest drewniana, wybudowano ją w konstrukcji zrębowej. Świątynia jest orientowana. Jej prezbiterium jest mniejsze w stosunku do nawy, zamknięte jest trójbocznie z boku są umieszczone dwie zakrystie. Od frontu nawy znajduje się kruchta. Kościół nakryty jest dachem dwukalenicowym, pokrytym gontem, na dachu jest umieszczona czworokątna wieżyczka na sygnaturkę. Zwieńcza ją gontowy daszek namiotowy. Wnętrze nakryte jest stropami płaskimi z fasetą, podpartymi słupami. Chór muzyczny o prostej linii parapetu podpierają dwa słupy, na chórze znajdują się organy z 1888 roku, wykonane przez Augusta Terletzkiego. Podłoga murowana jest ułożona z kostki. Belka tęczowa jest ozdobiona krucyfiksem i rzeźbami aniołków. Ołtarz główny w stylu barokowym pochodzi z około 1730 roku i zawiera elementy późnorenesansowe z początku XVII wieku. Dwa ołtarze boczne w stylu regencji powstały w 1753 roku. Ambona i chrzcielnica są datowane na około połowę XVIII wieku. Dwie rokokowe ławy kolatorskie i dwa konfesjonały pochodzą z 2 połowy XVIII wieku. Kropielnica kamienna powstała w XVIII wieku.